# Cosmos 1

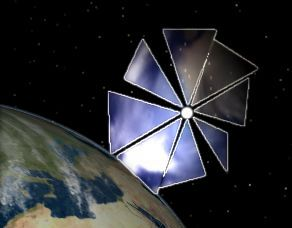
Umělecké ztvárnění plachetnice Cosmos 1 obíhající kolem Země.

 Cosmos 1  byl projekt americké neziskové společnosti Planetary Society, jehož účelem bylo otestovat koncept sluneční plachetnice ve vesmíru. Raketa Volna nesoucí sluneční plachetnici Cosmos 1 bez osádky byla vypuštěna 21. června 2005 v 19:46:09 UTC z ruské vojenské ponorky Borisoglebsk v Barentsově moři. Selhání nosné rakety však způsobilo zkázu mise.
Na oběžné dráze měla být rozbalena velká sluneční plachta složená z osmi listů. Sluneční fotony dopadající na plachtu měly udělovat plavidlu zrychlení (podobně, ale mnohem slaběji, by působil i sluneční vítr). V případě úspěchu by se jednalo o první použití sluneční plachty jako primárního pohonu kosmického plavidla. Jednalo by se také o první kosmickou misi vedenou soukromou organizací pro podporu výzkumu kosmu. Rozpočet projektu činil 4 miliony USD.

## Průběh mise
Nosná raketa Volna nesoucí plachetnici Cosmos 1 byla vypuštěna 21. června 2005 v 19:46:09 UTC.
Pozemní stanice však nezaznamenaly signál plachetnice z oběžné dráhy, což vzbudilo obavy o osud plavidla. Nicméně 22. června v 04:40 UTC společnost Planetary Society oznámila pravděpodobný nález signálu hledaného plavidla v nahraných datech ze sledovacích stanic. Potvrzení nálezu by znamenalo, že Cosmos 1 dosáhla oběžné dráhy, ale nesprávné.
Mezitím však ruské zpravodajské agentury oznamovaly, že plavidlo oběžné dráhy nedosáhlo:
- 21. června ve 21:00 UTC oznámila ruská agentura Interfax, že plavidlo nedosáhlo oběžné dráhy ve stanovený čas.
- 21. června ve 22:13 UTC oznámila ruská agentura ITAR-TASS, že „motor prvního stupně nosiče Volna přestal spontánně pracovat během 83. sekundy letu“.

## Plánovaný průběh mise
Sluneční plachetnice mohla být použita také k měření účinku umělého mikrovlnného záření vysílaného z pozemního radaru. 70m talíř v Goldstone, který je součástí Deep Space Network agentury NASA, měl být použit k ozáření plachet 450kW paprskem. Tento experiment by však byl uskutečněn až po ukončení primární mise testující kontrolovaný let sluneční plachetnice.

## Další plavidla v rámci projektu
Kromě hlavního plavidla neúspěšně vypuštěného v červnu 2005 financoval projekt další dvě plavidla:
- suborbitální test s plachtou se dvěma listy v roce 2001. Selhalo oddělení plavidla od nosné rakety.
- druhé orbitální plavidlo bylo postaveno (LightSail 1) v květnu 2015